# トゥヴァ自治ソビエト社会主義共和国

トゥヴァ自治ソビエト社会主義共和国
Тувинская Автономная Советская Социалистическая Республика (ロシア語)
Тыва Автономнуг Совет Социалистиг Республика (トゥヴァ語)

国歌: Тооруктуг долгай таңдым（トゥバ語）

トゥヴァ自治ソビエト共和国の地図

トゥヴァ自治ソビエト社会主義共和国（トゥヴァじちソビエトしゃかいしゅぎきょうわこく、ロシア語: Тувинская Автономная Советская Социалистическая Республика、トゥバ語: Тыва Автономнуг Совет Социалистиг Республика）またはトゥヴァASSRはソビエト連邦の自治共和国である。1961年10月10日にトゥヴァ自治州の格上げによって成立した。首都はクズルに置かれた。
モンゴルの北西の山岳地帯であり、山岳の地域では人口密度が低い。東部では金、コバルトなどの多くの鉱産資源があり、これらの採掘によって発展し、ロシア人の人口も増加した。
1990年12月12日、トゥヴァASSRはソ連最高会議第7会議で国家主権宣言を採択し、1991年11月に独立を宣言した。1991年以降はトゥヴァ共和国と呼ばれている。1992年3月31日にはロシアと新しい協定を結び、1993年10月21日に1978年の憲法に置き換え、トゥヴァ共和国としてロシア連邦構成共和国になった。